# Стариковцы
Стариковцы — деревня в Белохолуницком районе Кировской области в составе Прокопьевского сельского поселения.

## География
Находится на расстоянии примерно 14 километров по прямой на северо-запад от районного центра города Белая Холуница.

## История
Известна с 1719 года, когда в ней было учтено 5 жителей мужского пола. В 1764 году отмечено 15 жителей, в 1873 году дворов 8 и жителей 73, в 1905 16 и 89 соответственно, в 1926 9 и 57. В 1950 14 дворов и 47 жителей, в 1989 году 144 постоянных жителя.

## Население
Постоянное население  составляло 145 человек (русские 99%) в 2002 году, 72 в 2010, 6 человек в 2022 году.